# Busskirch

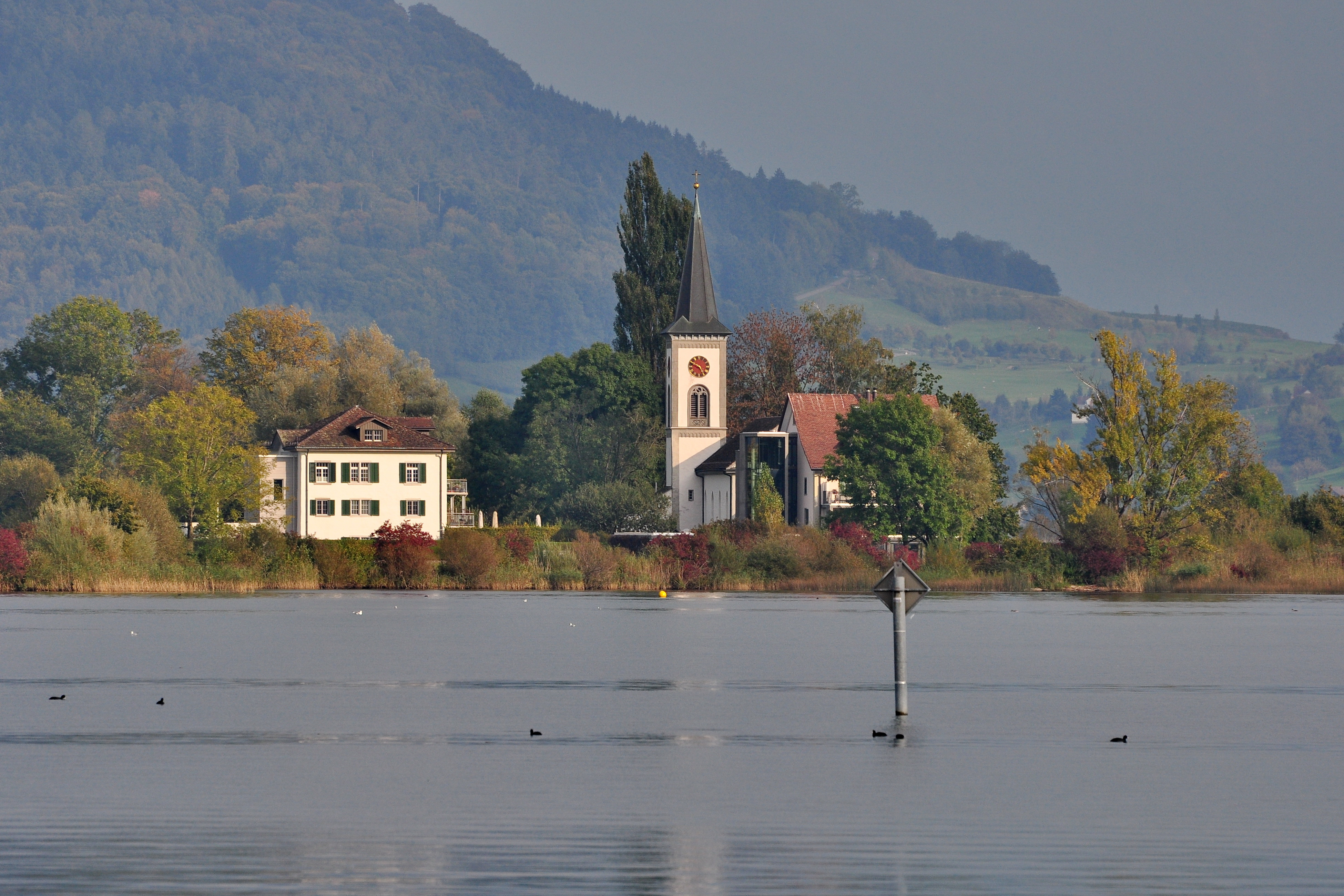
Sicht von der Holzbrücke Rapperswil–Hurden über den Obersee auf die Halbinsel von Busskirch

Busskirch ist ein altes Kirchdorf auf dem Gemeindegebiet von Rapperswil-Jona im Kanton St. Gallen in der Schweiz.

## Geographie
Busskirch liegt südöstlich von Rapperswil am Ufer des oberen Zürichsees und ist heute ein Wohnquartier.

## Geschichte

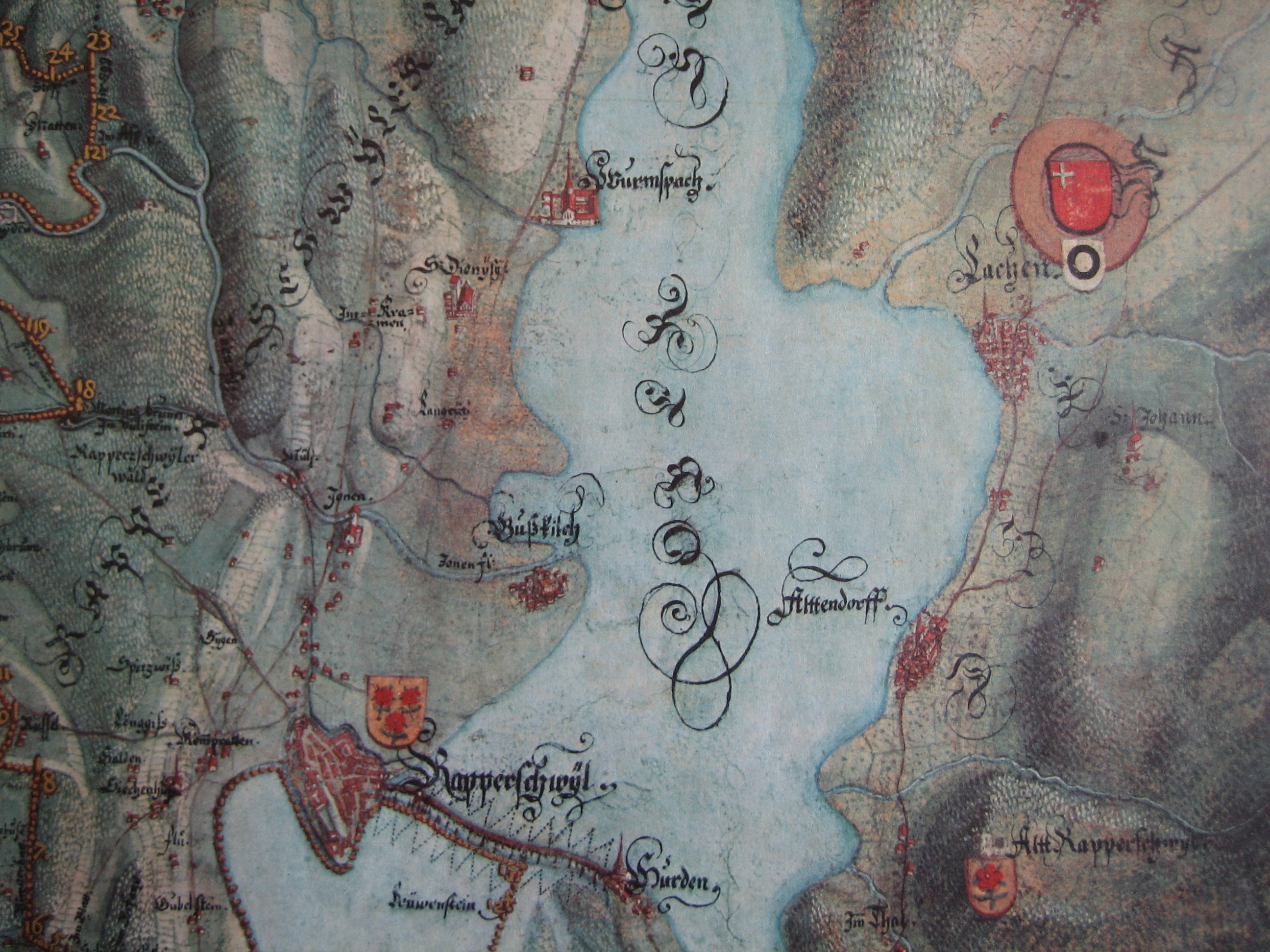
Lage Busskirchs auf dem Gygerplan von 1667

Busskirch wurde 842/843 erstmals als Fossonas ecclesiam, 854 als Fussinchirichun und 1209 als Buschilche erwähnt. In römischer Zeit war es vermutlich ein Umschlagplatz am Verkehrsweg Winterthur / Zürich – Chur – Italien. Die Lage am Seeufer und eine Senke im Ufergelände südöstlich der Kirche können ein Hinweis auf einen kleinen Hafen oder eine Schiffsanlegestelle sein. Die römischen Mauerreste unter der Kirche könnten zu dessen Infrastruktur (Lagerhaus, Verwaltungsgebäude, Wohnhaus) gehört haben. Der Umschlagplatz Busskirch wäre bei niedrigem Wasserstand von Bedeutung gewesen, da dann die direkte Wasserverbindung zwischen Zürichsee und Obersee nicht schiffbar gewesen sein dürfte. In diesem Fall hätten die Waren vom Schiff auf Wagen umgeladen und auf dem Landweg von Busskirch zur Römersiedlung Centum Prata (Kempraten) – und umgekehrt – gebracht werden können, um dann wieder verschifft zu werden. Vom römischen Vicus und Hafen Kempraten führte ein Landweg in gerader Linie nach Busskirch. Die römische Besiedlung von Busskirch dauerte aufgrund der Funde bis mindestens ins 3. Jahrhundert n. Chr. Die Siedlung Busskirch bildete mit Jona eine Allmendgenossenschaft. Sie gehörte zum Besitz des Grafen von Rapperswil und später der Stadt Rapperswil.
Die frühmittelalterliche Pfarrkirche St. Martin und ihr Friedhof stehen auf den Überresten eines römischen Gutshofes oder Lagergebäudes aus dem 1. bis 4. Jahrhundert. Die Pfarrei Busskirch gehörte von 840 bis 1838 der Benediktinerabtei Pfäfers, die über die Kollatur, Zehntrechte und ausgedehnten Grundbesitz verfügte. Die Pfarreien Rapperswil und Jona gehörten bis ins 12./13. Jahrhundert zur Grosspfarrei und Mutterkirche Busskirch. 1253 trat Graf Rudolf III. von Rapperswil sein Patronatrecht an das Kloster Pfäfers ab, um die Stadtkirche von Rapperswil freizubekommen, die zur Pfäferser Pfarrei von Busskirch gehörte. 1369 wurde die Kirche des Klosters Mariazell-Wurmsbach zum Gebiet der Pfarrkirche von Busskirch zugeschlagen. 1945 wurde die Pfarrei Busskirch in die Kirchgemeinde Jona integriert. Die katholische Kirche ist heute eine beliebte Hochzeitskirche.

## Kirche St. Martin

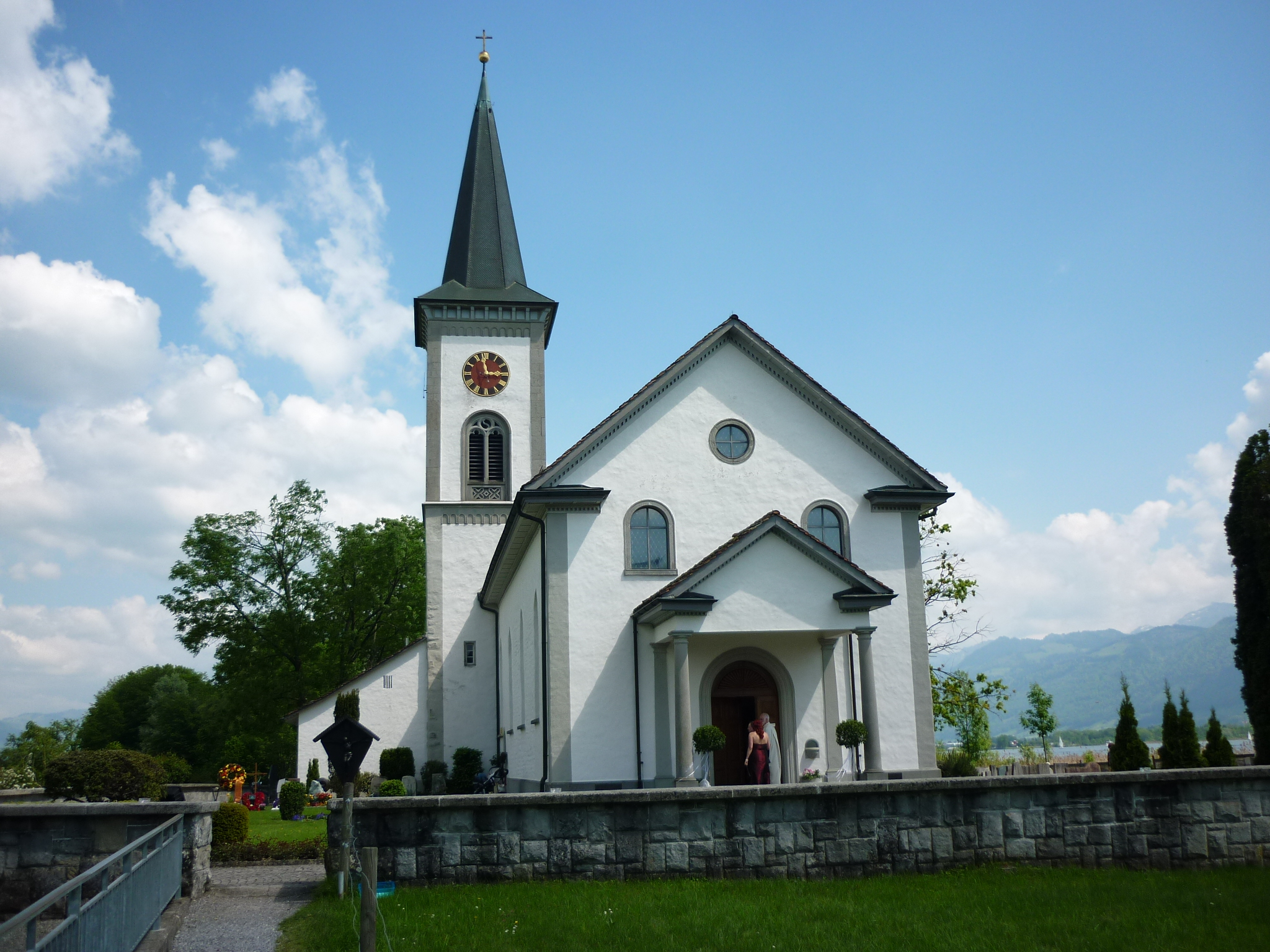
Kirche St. Martin von Westen

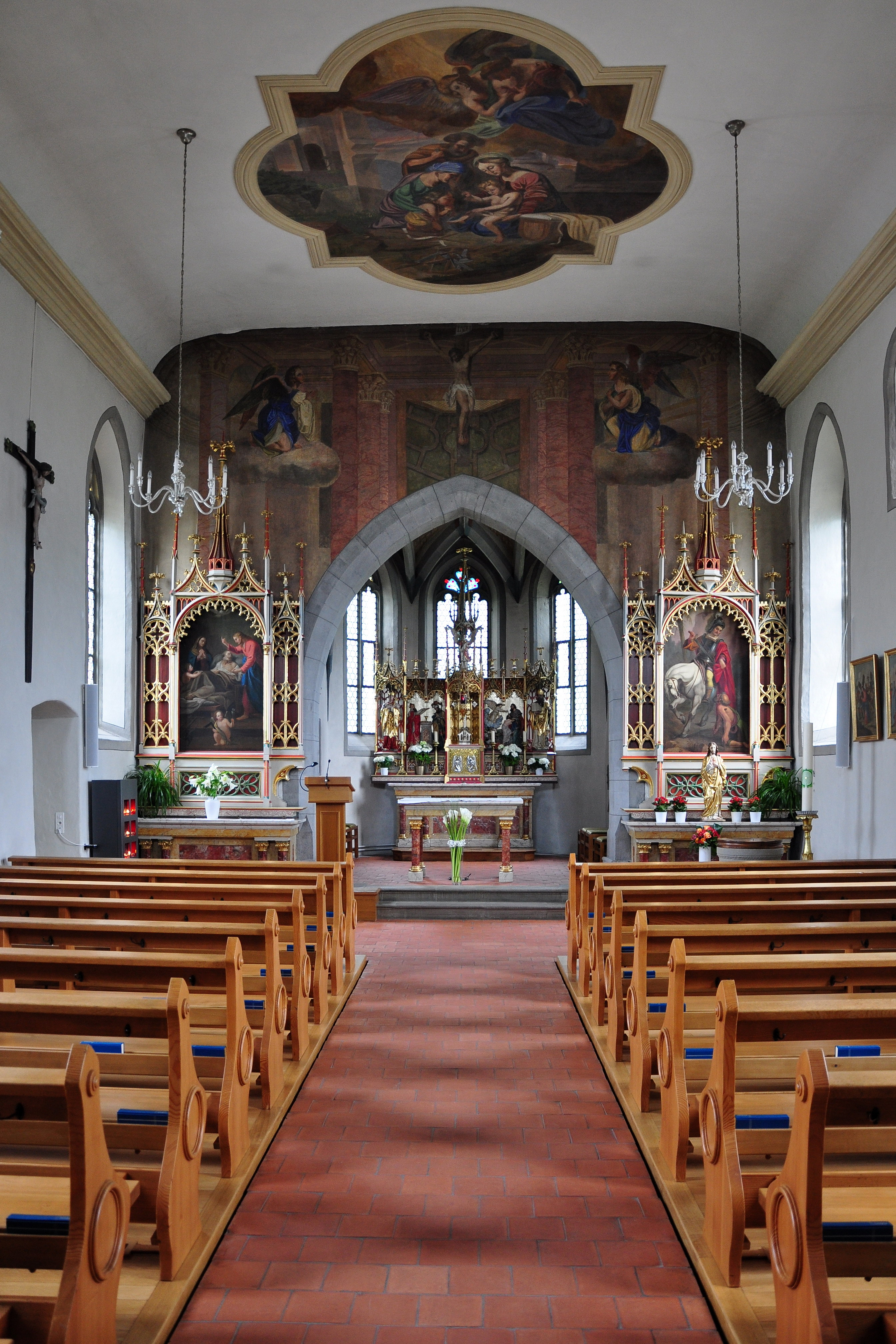
Innenansicht

Die mindestens sechs Vorgängerkirchen der Kirche St. Martin stehen auf römischen Mauerresten, die bei der Innenrenovation 1975 zum Vorschein kamen. Sie gehören zu einem Gebäude mit mehreren Bauphasen. Bereits 1927 wurden Reste eines antiken Boden-Heizsystems gefunden. Der ursprüngliche Bau aus der zweiten Hälfte des 1. Jahrhunderts n. Chr. wurde zunächst mit zusätzlichen Räumen nach Osten erweitert. Im 3. Jahrhundert n. Chr. wurde der Boden in einem Teil des Gebäudes angehoben, vermutlich weil der Seespiegel dauerhaft angestiegen war. Römische Mauern des gleichen Gebäudekomplexes fanden sich auch nördlich der Kirche. Etwa 200 m nordwestlich der Kirche wurden beim Bau von Wohnhäusern mehrere Brandgräber zerstört. Möglicherweise gehörten sie zu einem römischen Gräberfeld, das der Strasse lag, die von Busskirch nach Kempraten führte. Noch in frühmittelalterlicher Zeit (ca. 7. Jahrhundert) ist direkt innerhalb des römischen Ruinengrundrisses eine erste kleine dem heiligen Martin von Tours gewidmete Saalkirche errichtet worden. Ein Hinweis auf die frühe Christianisierung im Linthgebiet. Eine grössere Saalkirche stammt vermutlich aus karolingischer Zeit – wahrscheinlich handelt es sich dabei um jene Kirche, die 842/843 n. Chr. im churrätischen Reichsurbar urkundlich erwähnt wird. Um 1100 n. Chr. errichtete man ein romanisches Gotteshaus mit Apsis. Nur 200 Jahre später wurde dieses bis auf die Grundmauern abgetragen und auf den Fundamenten eine neue, spätromanische Kirche erbaut. Diese bildete den Kernbau für die nachfolgenden Umbauten der Kirche. 1482–1483 wurde die Kirche durch den Anbau des polygonalen gotischen Chores und des Turms umgestaltet. Damit hatte das Gotteshaus seinen heute noch sichtbaren Baubestand erreicht. 1656 zerstörten die Zürcher die spätgotische Ausstattung der ummauerten Kirche während der Belagerung der Stadt Rapperswil. 1848 wurde das Kirchenschiff biedermeierlich-klassizistisch umgestaltet und im Westen um ein Fensterjoch erweitert. Das Beinhaus wurde 1850 abgebrochen. Die neugotische Altareinrichtung von 1905 stammt von den Gebrüder Müller aus Wil SG. Die unter der Kirche liegenden römischen Ausgrabungen können besichtigt werden.